# Obszar ochrony ścisłej Moroszka
Moroszka – obszar ochrony ścisłej o powierzchni 56,28 ha na obszarze Słowińskiego Parku Narodowego na Wybrzeżu Słowińskim. Ochronie podlega stanowisko rzadko występującej w Polsce maliny moroszki stanowiącej gatunek reliktowy. Obszar jest położony nad małą rzeką Pustynką, na południowy zachód od miejscowości Kluki.